# David Geffen
David Lawrence Geffen (Brooklyn, 21 de febrer de 1943) és un empresari estatunidenc, editor de discos, productor de música, teatre i cinema. Va fundar Geffen Records el 1980, la seva pròpia companyia, i va ser un dels tres fundadors de Dreamworks.
Geffen va fundar el segell Asylum Records el 1971, i va començar a editar les seves pròpies produccions, i signant contractes amb grans artistes com Joni Mitchell, Jackson Browne, Linda Ronstadt o la banda The Eagles.
Asylum Records va ser comprada per Elektra Records i es va quedar amb el nom de Elektra/Asylum Records. Geffen va dimitir, i el 1980 crea la seva pròpia companyia Geffen Records, com també DGC. Geffen va tenir l'honor d'editar l'últim disc de John Lennon. La companyia de Geffen es va popularitzar gràcies a les produccions de discos d'artistes com Bob Dylan, Ashlee Simpson, Aerosmith, Cher, Guns N' Roses, Neil Young, Peter Gabriel o Nirvana. Quant a les seves pel·lícules, Geffen va produir comèdies (La botiga dels horrors, Beetlejuice) i alguns musicals de Broadway (Dreamgirls i Cats).
Més tard, el 1994, Geffen va fundar al costat de Steven Spielberg i Jeffrey Katzenberg els estudis Dreamworks SKG.